# The Patrician
The Patrician is een reeks real-time strategy computerspellen waarin de speler door middel van handel moet proberen de baas van de Hanze te worden.

## Het spel
Je kunt op verschillende manieren geld verdienen. De beste manier is door handel te drijven tussen verschillende steden. Door een product ergens goedkoop in te kopen en het te verkopen in een andere stad waar het product nodig is, verdien je geld. Een andere, minder gebruikte manier is door leningen te verstrekken, of door iemand te 'escorteren' naar een andere stad. Tijdens zo'n reis word je vaak aangevallen. Door ervoor te zorgen dat je over voldoende wapens en manschappen beschikt, kun je het schip dat jou aanvalt overmeesteren en vervolgens veilen. Tijdens het spel zijn er verschillende andere mogelijkheden, bijvoorbeeld een reiziger, die vreedzaam ergens naartoe moet, iemand die goederen wil transporteren enzovoort.
Naarmate je over een groter fortuin beschikt is het ook mogelijk om gebouwen te plaatsen. Daarvan zijn enkele soorten:
- Huizen, in verschillende types van luxe, die je kunt verhuren.
- Gebouwen waar men dingen produceert:
  - grondstoffen, zoals hout of wol,
  - eindproducten, zoals ijzerwaren of doek.
- Gebouwen voor de stad: een munterij, een school of een kapel.

Met die gebouwen kun je vervolgens ook weer winst maken. Zo is het product van type 2 vaak goedkoper dan hetzelfde product dat de stad aanbiedt. Een ander voordeel is dat je (bijna) zeker bent van de levering ervan.

## Rangen
Tijdens het spel is het mogelijk naar een hogere rang te stijgen door een grotere bedrijfswaarde (je geld, gebouwen en schepen). Dit zijn (vrij vertaald):
- De winkelhouder: De laagste rang. Je begint hiermee.
- De handelaar: Dit is de tweede rang. Het wordt verkregen met een kapitaal van ong. 150.000
- De groothandelaar: Dit is de derde rang.
- De reizende groothandelaar: Voor deze vierde rang moet je lid zijn van het gilde.
- Lid van de stadsraad: Pas bij deze rang krijg je het recht om te stemmen.

## Ontvangst
| Beoordeeld door                      | Platform | Datum          | Score |
| ------------------------------------ | -------- | -------------- | ----- |
| Joker Verlag präsentiert: Sonderheft | Amiga    | 1993           | 85%   |
| Joker Verlag präsentiert: Sonderheft | DOS      | 1993           | 85%   |
| Amiga Joker                          | Amiga    | juli 1992      | 85%   |
| Joker Verlag präsentiert: Sonderheft | Atari ST | 1993           | 85%   |
| ST Action                            | Atari ST | september 1993 | 78%   |
| Power Play                           | Amiga    | juli 1992      | 76%   |
| Power Play                           | Atari ST | januari 1993   | 76%   |
| PC Player (Duitsland)                | DOS      | april 1993     | 72%   |
| PC Zone                              | DOS      | mei 1994       | 70%   |
| PC Games (Duitsland)                 | DOS      | mei 1993       | 55%   |